# Linum hypericifolium
Linum hypericifolium là một loài thực vật có hoa trong họ Linaceae. Loài này được Salisb. mô tả khoa học đầu tiên năm 1806.